# WinCDEmu
WinCDEmu — утилита с открытым исходным кодом для монтирования образов дисков в Microsoft Windows. Устанавливает драйвер, который эмулирует оптический привод, что позволяет пользователю монтировать образы CD и DVD и работать с ними как с физическими дисками. Кроме этого утилита позволяет снимать ISO-образы с оптических дисков. Имеет графический интерфейс, но также есть возможность монтировать образы из командной строки. Имеет переносную версию. Распространяется под лицензией GNU LGPL.
Утилита поддерживает следующие форматы:
- ISO
- CUE
- NRG
- MDS/MDF
- CCD
- IMG

По информации с официального сайта, WinCDEmu поддерживает все версии Windows от XP до Windows 10. Windows 2000 не поддерживается напрямую, однако можно скомпилировать рабочую версию из исходников самостоятельно.